# 沈启原
沈啓原（1526年2月22日—1591年4月17日），字道初，号霓川，又号存石，浙江嘉興府秀水縣人，明朝官员，藏书家。嘉靖三十八年（1559年）中进士，初授南京工部屯田司员外郎，累官至陕西按察司副使。因仕而富，爱好藏书、刻书，著有《存石草堂书目》，已佚。

## 生平
嘉靖五年正月十二日（1526年2月22日），沈启原出生。嘉靖十九年（1540年）成为生员，嘉靖二十五年（1546年）中举，当时只有二十一岁，但是之后连续三次参加会试落第。嘉靖三十八年（1559年），沈启原终于考中进士，官南京工部屯田司员外郎，代理真州（今江苏省仪征市）钞关税务四十多天，代理期满后负责管理征收芦田的赋税。嘉靖四十一年（1562年），升为本司郎中。嘉靖四十三年（1564年）任应天乡试同考官，是科解元沈位出其门下，又取中自己的学生焦竑为举人。嘉靖四十四年（1565年），转任南京礼部仪制司郎中。
嘉靖四十五年（1566年）升任四川布政司右参议，万历二年（1574年）调任山东布政司右参议，万历四年（1576年）升为陕西按察司副使，万历五年（1577年）因被陕西巡抚董世彦参劾而罢官归里。万历十九年三月二十四日（1591年4月17日）去世，享年六十六岁。

## 藏书
沈启原父亲沈谧官至湖广参议，沈启原也历署好缺，沈家因此聚敛了巨额财富，有仆人数千，为江南屈指可数的巨室。沈氏父子都爱好藏书，沈谧建万书楼，藏书三间；沈启原继续扩充父亲的藏书规模，建造了新的藏书楼，并将藏书整理成《存石草堂书目》10卷。又与门生焦竑在明人黄省曾所辑《谢灵运诗集》的基础上，根据自己的藏书加以增补，刊行了《谢康乐集》4卷，虽号称善本，但实际上疏于考证，把不少他人作品归于谢灵运，文献学价值不高。沈启原晚年，沈家遭遇火灾，大量藏书被毁。

## 家庭
祖父沈复，父沈谧官至湖广布政司右参议，母盛氏；弟沈启南，捐官为光禄寺署丞；妻钱氏，生一子沈自邠，万历五年（1577年）中进士，授翰林院修撰，先于沈启原两年去世；孙沈德符为举人，著有笔记《万历野获编》。